# Azrar
Azrar (franska: Azrar (CR), Azrar (Commune Rurale), arabiska: اساكي) är en kommun i Marocko.   Den ligger i provinsen Taroudannt och regionen Souss-Massa, i den centrala delen av landet, 400 km söder om huvudstaden Rabat. Antalet invånare är 5 013.